# Municipio de Conemaugh (condado de Cambria)
El municipio de Conemaugh (en inglés: Conemaugh Township) es un municipio ubicado en el condado de Cambria. en el estado estadounidense de Pensilvania. De acuerdo con el censo de 2010, tiene una población de 2.012 habitantes. Forma parte del área metropolitana de Johnstown.

## Geografía
El municipio de Conemaugh se encuentra ubicado en las coordenadas 40°19′46″N 78°53′20″O / 40.32944, -78.88889.

## Demografía
Según la Oficina del Censo en 2000 los ingresos medios por hogar en la localidad eran de $29,805 y los ingresos medios por familia eran $38,867. Los hombres tenían unos ingresos medios de $26,473 frente a los $19,563 para las mujeres. La renta per cápita para la localidad era de $14,157. Alrededor del 8,7% de la población estaban por debajo del umbral de pobreza.